# WOH G64
WOH G64（IRAS 04553-6825）是位於南天星座劍魚座的銀河系衛星星系，大麥哲倫星系（LMC）中，一顆不尋常的紅超巨星。它是具有明確半徑的已知最大恆星。它是最亮和最大質量的紅超巨星之一，其半徑約為太陽的1540倍（R☉），和亮度約為太陽亮度（L☉）282,000倍。如果將它放置在太陽系的中心，該恆星的光球層將吞噬木星的軌道。
WOH G64被一個直徑約為一光年的光學厚塵埃包層包圍，其中包含由强恆星風產生，被驅逐物質的質量為3到9倍太陽質量。

## 發現史
WOH G64是由本特·維斯特盧、奧蘭德（英語：Olander）和赫丁（英語：Hedin）在20世紀70年代發現的。與天鵝座NML一樣，這顆恆星名稱中的「WOH」來自其三位發現者的名字，但在這種情況下，它指的是LMC中的一系列巨星和超巨星。維斯特盧還發現了另一顆位於星座天壇座的超星團維斯特盧1中的著名大質量紅超巨星維斯特盧1-26。1986年，紅外觀測表明，它是一顆被氣體和塵埃包圍，被吸收了大約四分之三輻射的高亮度超巨星。
2007年，使用甚大望遠鏡（VLT）的觀測者發現，WOH G64被一個環形雲包圍著。

## 距離
因為它似乎在LMC中，因此假設WOH G64距離地球約50,000秒差距（160,000光年）。WOH G64的蓋亞DR2發布的視差為−0.2280±0.0625 mas，而此負視差不能提供可靠的距離。

## 變異性
WOH G64在可見光的波長下，亮度有規律地變化超過一個數量級，主要週期約為800天。這顆恆星在可見波長下的消光幅度超過六星等，在紅外波長下的變化要小得多。它被描述為富含碳的米拉變星或長週期變星，必然是漸近巨星支星（AGB星），而不是超巨星。其他研究人員已經證實了某些光譜帶的亮度變化，但尚不清楚實際的變化類型是什麼。光譜沒有發現明顯的變化。

## 物理性質

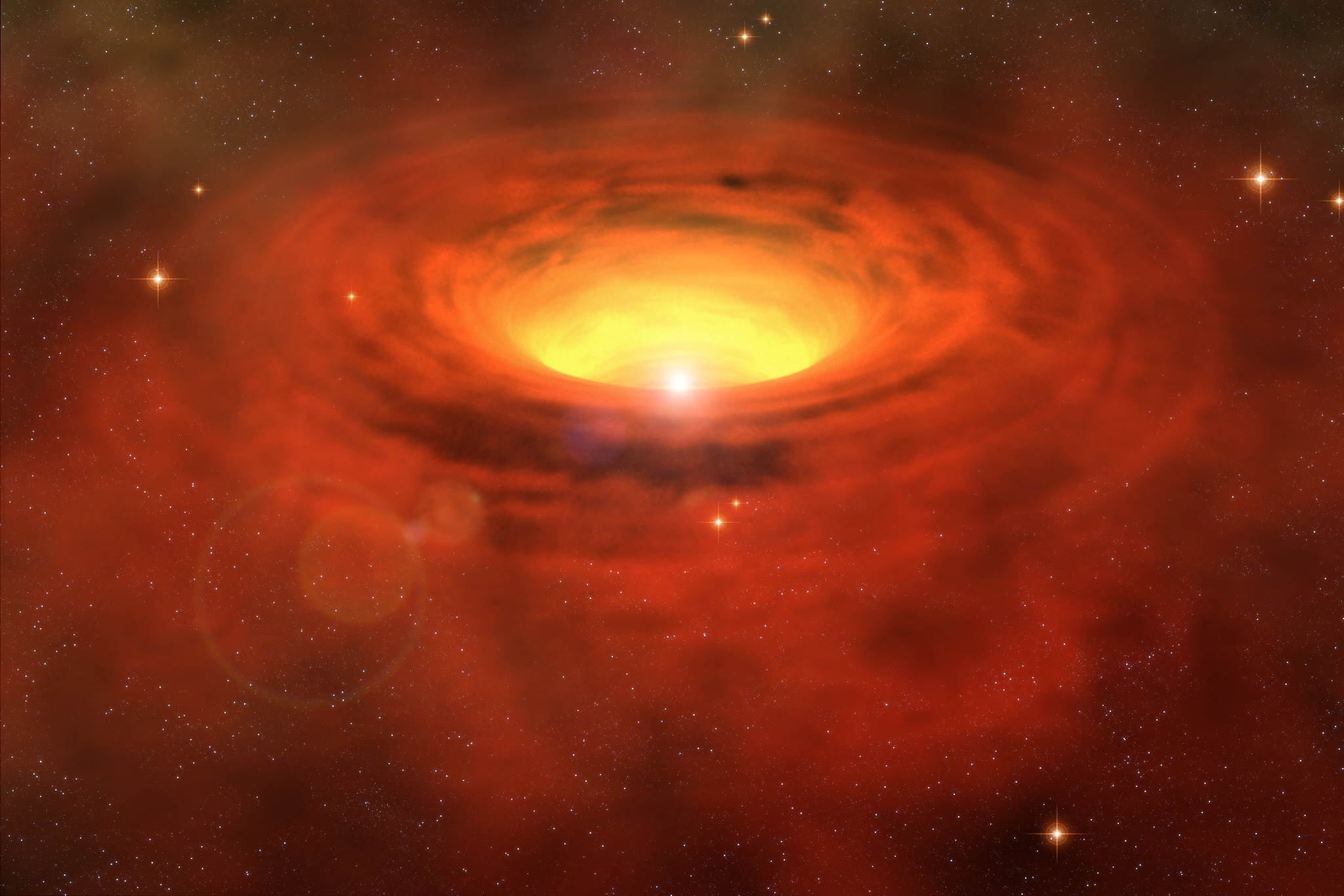
藝術家對WOH G64周圍塵土飛揚的圓環的印象（歐洲南方天文臺）

WOH G64的光譜類型為M5，但通常發現它具有更冷的光譜類型M7.5，這對於超巨星來說非常不尋常。
WOH G64被歸類為極亮的M級超巨星，可能是LMC中最大的恆星，也是最亮和最冷的紅超巨星。恆星的溫度和光度的組合使其位於赫羅圖的右上角。這顆恆星的演化狀態意味著，由於低密度、高輻射壓力和相對不透明的熱核聚變產物，它無法再保持大氣層。它的平均質量損失率為每年3.1至5.8×10−4 M☉，這是已知的最高值之一，甚至對於紅超巨星來說也是異常高的。
WOH G64 的參數不確定。根據假設球殼的光譜測量，這顆恆星最初被計算出的光度在490,000 and 600,000 L☉之間，這表明初始質量至少為40 M☉，因此半徑值在2,575到3,000 R☉之間。2018年的一次測量給出了432,000 L☉的光度和更高的有效溫度 3,500 K，這是基於光學和紅外光度學，並假設來自周圍塵埃的球對稱輻射。這表明半徑為1,788 R☉。

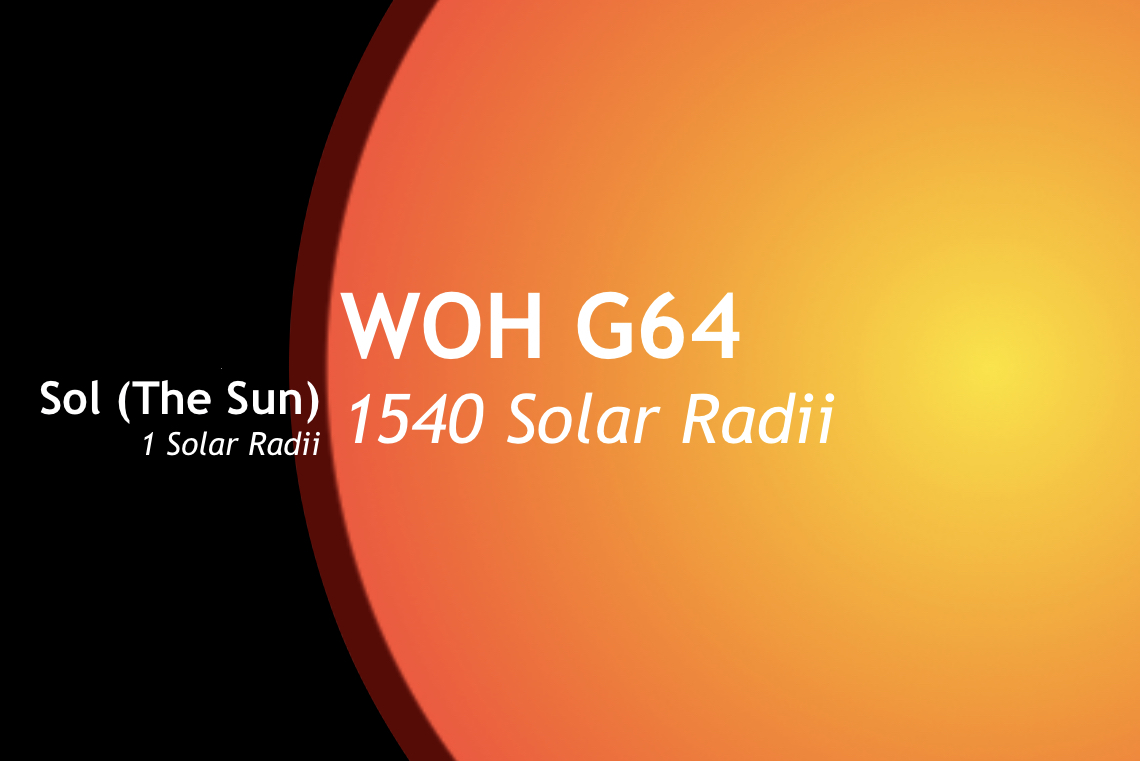
WOH G64與太陽的比較。

2007年使用甚大望遠鏡（VLT）進行的測量，基於周圍環面的輻射傳輸模型，得出這顆恆星的輻射熱光度為282,000+40,000
−30,000 L☉，根據有效溫度3,200 K的假設，初始質量為25±5 M☉，半徑約為1,730 R☉。2009年，萊維斯克通過光學和近紫外光譜能量分佈的光譜擬合計算出3,400±25 K的有效溫度。採用 Ohnaka 光度和這個新溫度，給出的半徑為1,540 R☉，但誤差範圍為5% 或 77 R☉。這些物理參數與其它地方發現的最大的星系紅超巨星和超巨星一致，例如大犬座VY以及最冷、最亮和最大的冷超巨星的理論模型（例如 林極限或漢弗萊斯-大衛森極限）。忽略塵埃環面對重定向紅外輻射的影響，根據光度450,000+150,000
−120,000 L☉和有效溫度3,372 - 3,400 K，也得出了1,990 R☉的估計值。

### 光譜特徵
WOH G64被發現是OH、水和SiO 天文物理邁射發射源，這是 OH/IR超巨星的典型特徵。它顯示了不尋常的星雲發射光譜；熱氣體富含氮，其徑向速度比恆星的正值大得多。恆星大氣在中紅外波長中產生強矽酸鹽吸收帶，並伴有由於高激發的一氧化碳而產生的線發射。

## 可能的伴侶
WOH G64可能有一個晚期的O型主序星伴星，其輻射熱星等為 -7.5 或光度為100,000 L☉，這將使 WOH G64成為聯星。儘管這一觀察結果尚未得到證實，而且其間的塵埃雲使對這顆恆星的研究變得非常困難。

## 註解
1. ↑  應用斯特凡-波茲曼定律，並依據太陽的有效溫度為5,772 K：
{\displaystyle {\sqrt {(5772/3500)^{4}*432,190}}=1787.94\ R\odot }